# Austråttborgen

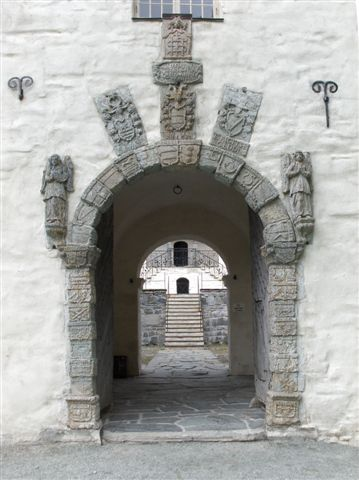
Borgens portal med ägarnas vapensköld i täljsten.

Austrått eller Austråttborgen (tidigare skrivet Østråt, Østeraat och Austråt) är en norsk herrgård i Ørlands kommun, Trøndelag fylke. Austrått har sedan 1000-talet varit ett känt säte för flera personer av stor betydelse i Norges historia.
Borganläggningen som den ser ut idag tillkom under rikskansler Ove Bjelkes tid. Denne ska ha slutfört anläggningen cirka 1656. Borgen eldhärjades hösten 1916 sedan blixten hade slagit ner. Återuppbyggnaden påbörjades 1920. Norska staten tog över byggnaderna 1918. Ägorna runt ägs av kommunen Ørland. 1923 förklarades Austrått nationellt byggnadsminne. Helt restaurerade var byggnaderna 1961. Borgen var tidigare en del av en större jordegendom, men jorden är nu skiftad. Den förvaltas av Trondheimsbaserade Nordenfjeldske Kunstindustrimuseum. Borgen är öppen för visning från juni till augusti.
Namnet Austrått kommer sannolikt av gammelnorska austr och átt, vilket betyder österut.

## Historia
Skjegge Asbjørnson (Jernskjegge, död 997), är den första person som nämns i samband med Austrått. Skjegge dödades av Olav Tryggvason. Snorre Sturlasson berättar att Jarnskjegge begravdes i Skjegghaugen på Austrått. Det är osäkert vilken av kullarna Snorre avsåg.
Austrått är en av Norges äldsta stormansgårdar. På 1000-talet bodde länsherren Finn Arnesson på Austrått. Han var besvågrad med kungarna Olav den helige och Harald Hårdråde. Finn blev ovän med kung Harald i samband med brodern Kalv Arnessons öde. Tiden efter Finn nämndes inte Austrått i historiska källor på 80 år. Troligen var gården under denna tid kronogods. Från 1130 var Kåre Saksesson, kallad Kåre kongsbror, herre på Austrått. Han följdes av sonen Sigurd Kåresson och sonsonen Jon Sigurdsson. Det var sannolikt Jon som byggde Austrått borgkapell. Jons dotter Baugeid ägde därefter Austrått. Hon var gift med Åsulv Eiriksson, som dödade Skule Bårdsson.

### Rømer / Bjelke

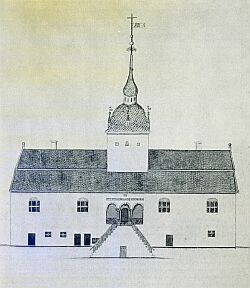
Teckning av Gerhard Schøning, ca 1774

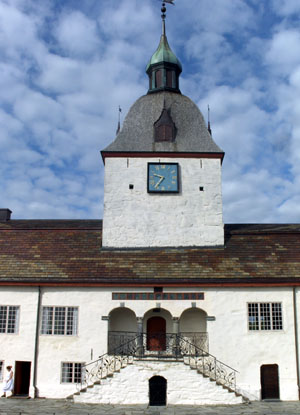
Loggian, där godsets herre poserade som Guds och Kungens representant

Man vet inte mycket om Austråttgodsets ägarförhållanden under 1200- och 1300-talet. På 1400-talet övertogs herrgården av släkten Rømer, troligen med Otte Rømer (cirka 1330-cirka 1411). Riksrådet Jep Fastulvsson namnges som ägare från cirka 1400 till 1428. Hans änka Elsebe Ottesdatter Rømer ärvde godset efter Jep 1428 och hade det i sin ägo till cirka 1444. Troligen var det genom Elsebes familj som Jep Fastulvsson först fick godset i sin ägo. Jep och Elsebes son Narve Jepsson ägde herrgården i fyra år innan han dog. Hans bror Mads gjorde anspråk på Austrått efter Narves död, men egendomen övertogs sedermera av änkan Philippa Borkvardsdatter Krummedikes och därefter av dottern Gjertrud Narvesdatter. Själv bodde Gjertud aldrig på Austrått. Hon gifte sig cirka 1462 med den svenska riddaren Magnus Green, och sålde Austrått till sin styvfar, Philippas nya man, Henrik Jensson.

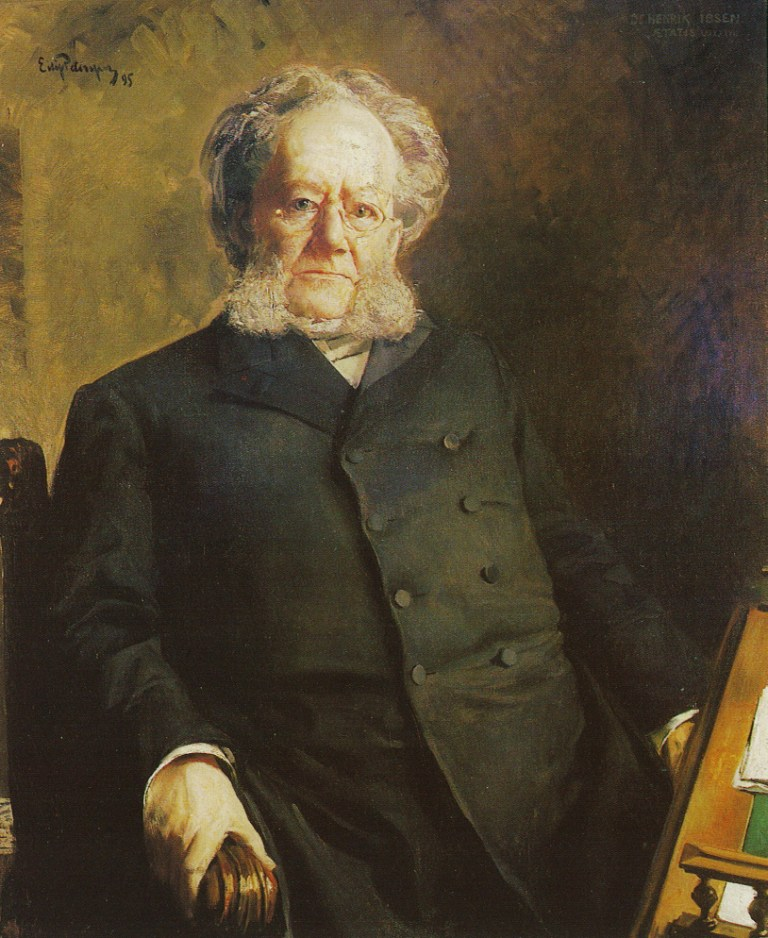
Ibsens skådespel Fru Inger til Østeraad har gjort Austrått och dess kvinnliga ägare känd. Pjäsen är emellertid en fri dramatisering, som föga har täckning i historiska händelser.

Efter att Henrik Jensson hade dött någon gång mellan 1472 och 1478 återtog Gjertruds kusin, Otte Madsson gården 1478/1481 med förstfödslorätt. Någon beskrivning av Otte finns inte, men hans dotter, svärson och dotterdotter är väl kända för eftervärlden: Riksrådet och rikshovmästaren Niels Henrikssøn (Gyldenløve) (cirka 1458-1523) och hans hustru Ingerd Ottesdatter (Fru Inger till Austrått) (cirka 1470–1555) ägde gården cirka 1500–1552. Fru Ingerd var en av de mest utmärkande personerna i Norge under reformationstiden. Niels var son till den tidigare ägaren Henrik Jensson. Genom äktenskapet med Ingerd Ottesdatter drogs det ett streck över arvstvisten mellan de två familjegrenarna.
Det är troligt att delar av borgen, så som den ser ut idag, blev uppfört på Niels och Ingerds tid, troligen var det under denna tid uppehållsrummen och vänstra halvan av huvudbyggnaden uppfördes. Ingerd levde ett anonymt liv fram till sin mans död 1523, därefter framträdde hon som änka både som aktiv godsägare och politisk aktör. Både historiker och dramatiker har fäst sig vid maktkampen mellan fru Ingerd och ärkebiskopen Olav Engelbrektsson. Biskopen hade plundret Austrått tre gånger, och medverkat till att två av Ingerds svärsöner dödades. 
Ingerds dotter Lucie gifte sig med Jens Tillufsøn Bjelke. Deras barnbarn, kanslern Jens Ågesøn Bjelke blev med tiden Norges störste godsägare vid mitten av 1600-talet. Sonen Ove Bjelke lät i mitten av 1600-talet uppföra den borgliknande delen på huvudbyggnaden. 
Släkten Bjelke förlorade gården 1719. 1760 köptes den av Hans Henriksen Holtermann. Austrått ägdes sedan av släkten Holtermann fram till 1873. 1883-1907 ägdes Austrått av Johannes Heftye som utmärkte sig genom att låta riva alla tillbyggnader på huvudbyggnaden. 